# Sławomir Peszko
Sławomir Peszko, né le 19 février 1985 à Jasło, est un footballeur international polonais. Il est milieu de terrain au Lechia Gdańsk.

## Palmarès
- Avec le  Wisła Płock :
  - Finaliste de la Coupe de Pologne en 2003
  - Vainqueur de la Coupe de Pologne en 2006
- Avec le  Lech Poznań :
  - Vainqueur de la Coupe de Pologne en 2009
  - Vainqueur de la Supercoupe de Pologne en 2009
  - Champion de Pologne en 2010
- Avec le  1. FC Cologne :
  - Champion d'Allemagne de D2 en 2014
- Avec le  Lechia Gdańsk :
  - Vainqueur de la Supercoupe de Pologne en 2019